# ديان سوير
ليلى ديان سوير (بالإنجليزية: Diane Sawyer)‏ (مواليد 22 ديسمبر 1945) صحافية تلفزيونية أمريكية في شبكة أ.ب.سي. نيوز في 21 ديسمبر 2009، بدأت تقديم برنامجها الإخباري أخبار العالم مع ديان سوير سابقا، كانت أيضا مرساة في ايه بي سي نيوز في برنامج إخباري صباحي، صباح الخير يا أمريكا.

## نشأتها والتعليم
ولدت في غلاسكو، كنتاكي، وهي ابنة جين دبليو، مدرسة ابتدائي، وايربون سوير، القاضي، بعد وقت قصير من ولادتها، وانتقلت عائلتها إلى لويزفيل، كنتاكي، حيث كان والدها برز على الساحة المحلية بوصفها سياسي جمهوري وزعيم المجتمع، وكان قاضي مقاطعة جفرسون، كنتاكي عندما قتل في حادث سيارة في لوسيفل عام 1969.
أرتادت سوير مدرسة سينيكا الثانوية في بيشيل منطقة لويسفيل. في عام 1963، فازت «ملكة جمال أميركا جديد» مسابقة منحة دراسية بوصفه ممثلا من ولاية كنتاكي.
خلال الفترة من 1962-1965، وكان سوير «ملكة جمال أميركا جديد» بجولة سياحية في البلاد للترويج لجناح شركة كوكا كولا في المعرض 1964-1965 نيويورك في العالم.
في عام 1967، تلقت شهادة البكالوريوس في الفنون درجة مع رئيسي في اللغة الإنجليزية من كلية ويلسلي في وليسلي، ماساتشوستس. هناك، كانت عضوا في كلية وليسلي ملاحظات الأزرق، وهو 1 كابيلا محاضرة سيغما مجموعة وفاي مجتمع حضرت فصل دراسي واحد من مدرسة القانون في جامعة لويفيل قبل أن يتحول إلى الصحافة.

## روابط خارجية
- ديان سوير على موقع IMDb (الإنجليزية)
- ديان سوير على موقع الموسوعة البريطانية (الإنجليزية)
- ديان سوير على موقع إن إن دي بي (الإنجليزية)
- ديان سوير على موقع قاعدة بيانات الفيلم (الإنجليزية)